# إروين فاندينبيرغ
إروين فاندينبيرغ، من مواليد 26 يناير 1959، لاعب كرة قدم بلجيكي سابق.
و قد كان مهاجما خطيرا، حيث حصل على لقب هداف الدوري البلجيكي ستة مرات مع ثلاثة أندية، حيث فاز في الألقاب الثلاثة الأولى مع نادي ليرسي، وفي اللقبين التاليين مع نادي أندرلخت، واللقب الأخير كان مع نادي غنت، وقد كان كل هذا بين عامي 1979 و1991.
و في عام 1979، أصبح هدافا لأوروبا بعد أن سجل 39 هدف في 34 مباراة.
و قد لعب مع نادي ليل الفرنسي، ولديه أبن يدعى كيفن فاندينبيرغ، وهو أيضا مهاجما ويلعب مع نادي غنك.

## روابط خارجية
- إروين فاندينبيرغ على موقع الاتحاد الدولي (مؤرشف)  (الإنجليزية)
- إروين فاندينبيرغ على موقع الاتحاد الأوربي (الإنجليزية)
- إروين فاندينبيرغ على موقع الاتحاد البلجيكي (الإنجليزية)
- إروين فاندينبيرغ على موقع قاعدة بيانات كرة القدم.إي يو (الإنجليزية)
- إروين فاندينبيرغ على موقع ناشيونال فوتبول تيمز (الإنجليزية)
- إروين فاندينبيرغ على موقع عالم كرة القدم.نت (الإنجليزية)